# Hôtel du Commandant militaire
L’Hôtel du Commandant militaire est un hôtel particulier de la ville de Dijon, en France, situé au 41 rue Vannerie, à côté de l'hôtel Chartraire de Montigny, dans son secteur sauvegardé.
Aujourd'hui, l'hôtel abrite les services de la direction régionale des affaires culturelles.

## Histoire

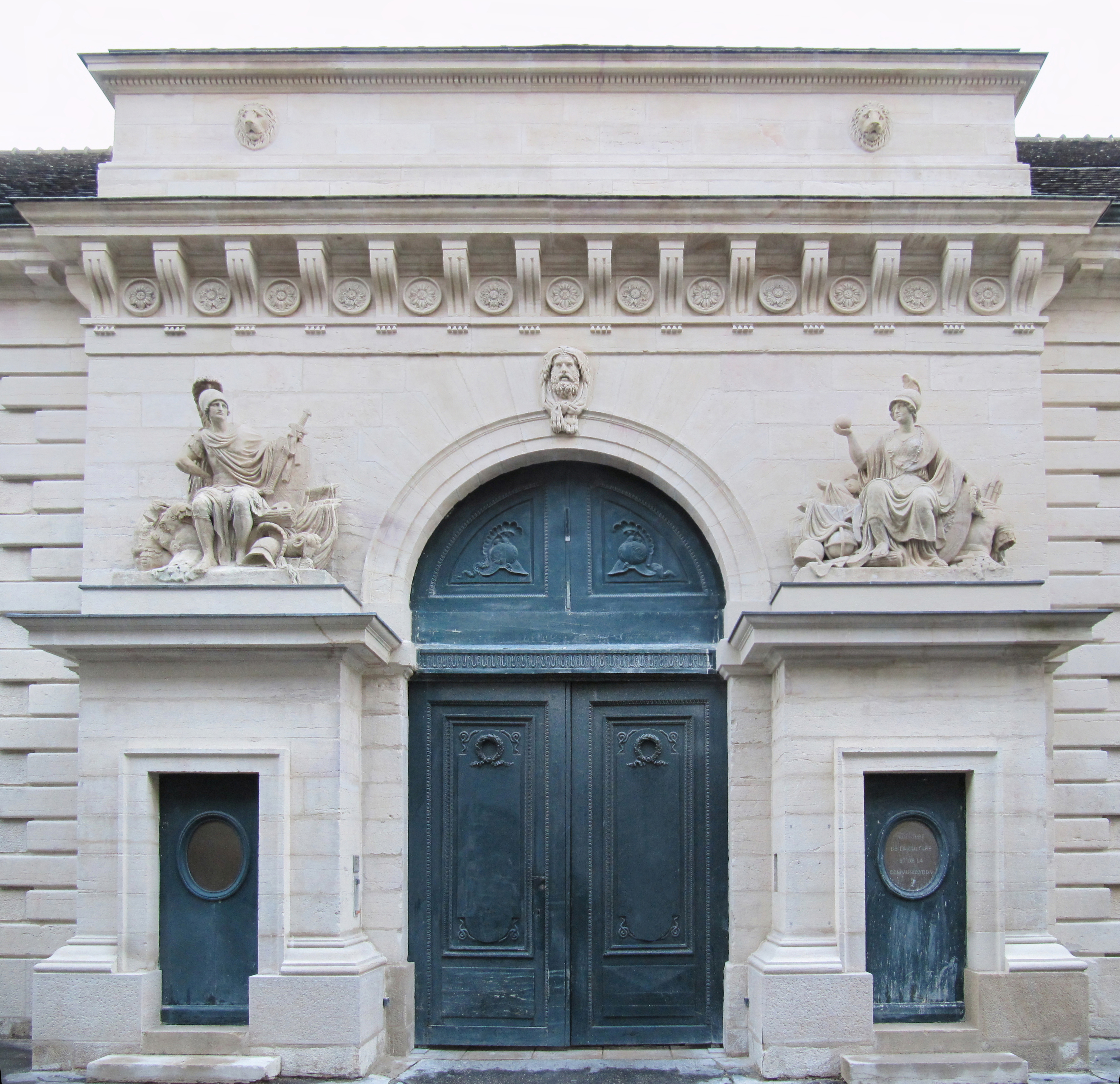
Porte centrale, après restauration.

L'hôtel a été construit par l'architecte Charles Saint-Père (d) entre 1784 et 1787 à la demande d'Antoine Chartraire de Montigny (fils de Marc-Antoine Chartraire de Montigny) pour y loger le commandant militaire de la province de Bourgogne.
La façade est de style néoclassique. Le sculpteur Jean-Jacques Morgand (1756-1798) a réalisé les statues de Mars et de Minerve qui surmontent les guérites de la façade sur rue.
Il est classé au titre des monuments historiques depuis 1995.

## Galerie de photographies

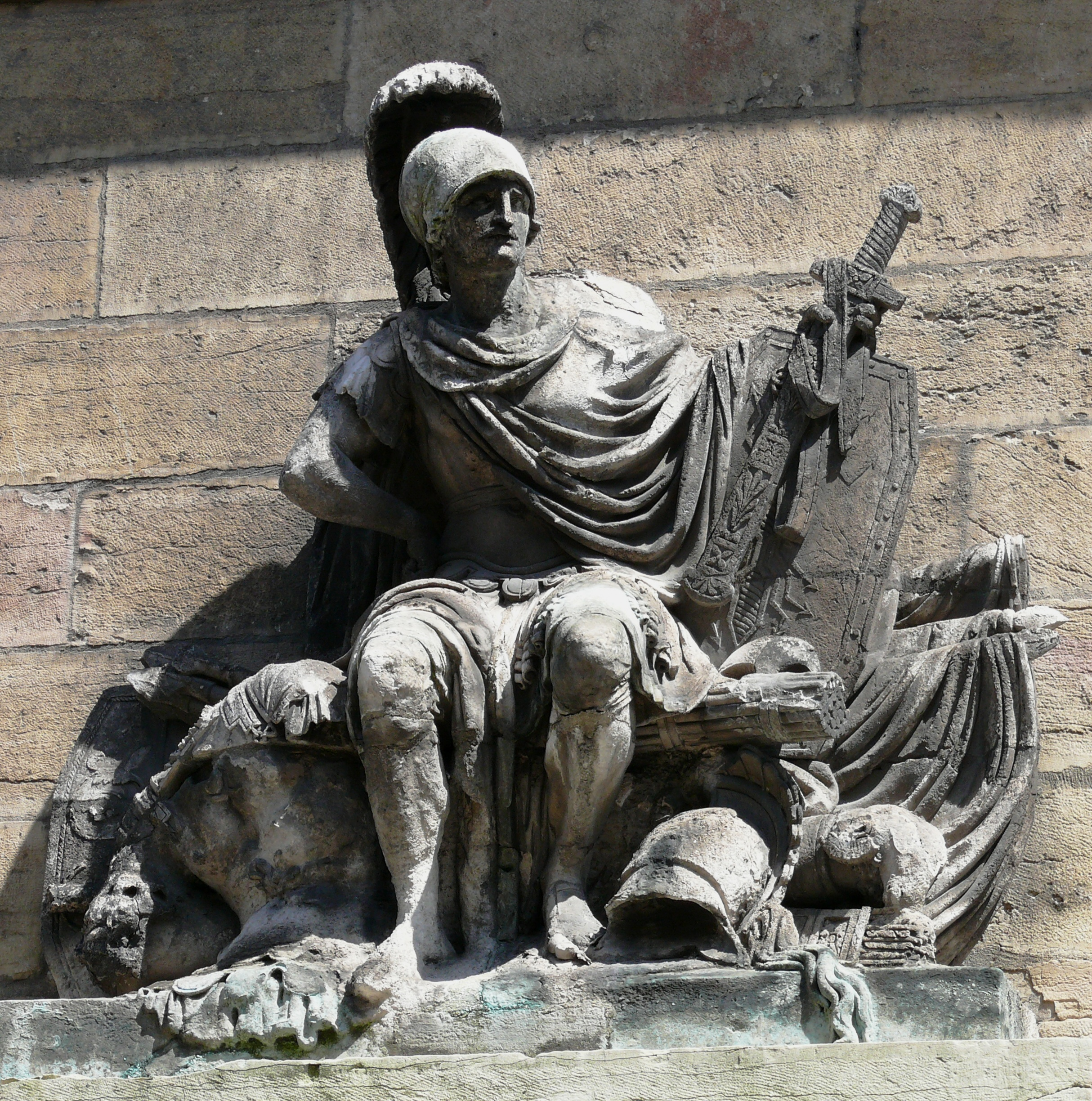
Statue de Mars.
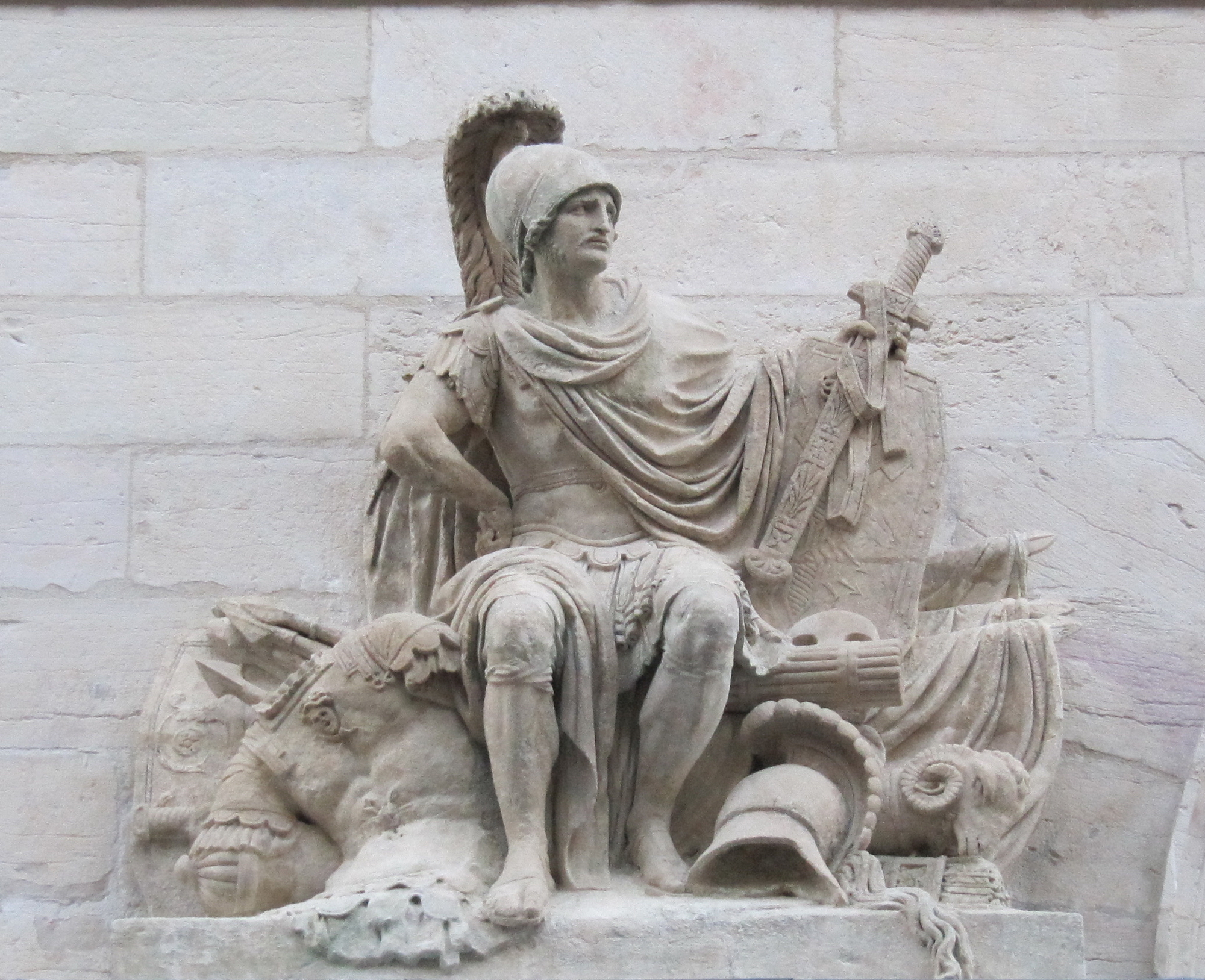
Statue de Mars, après restauration.
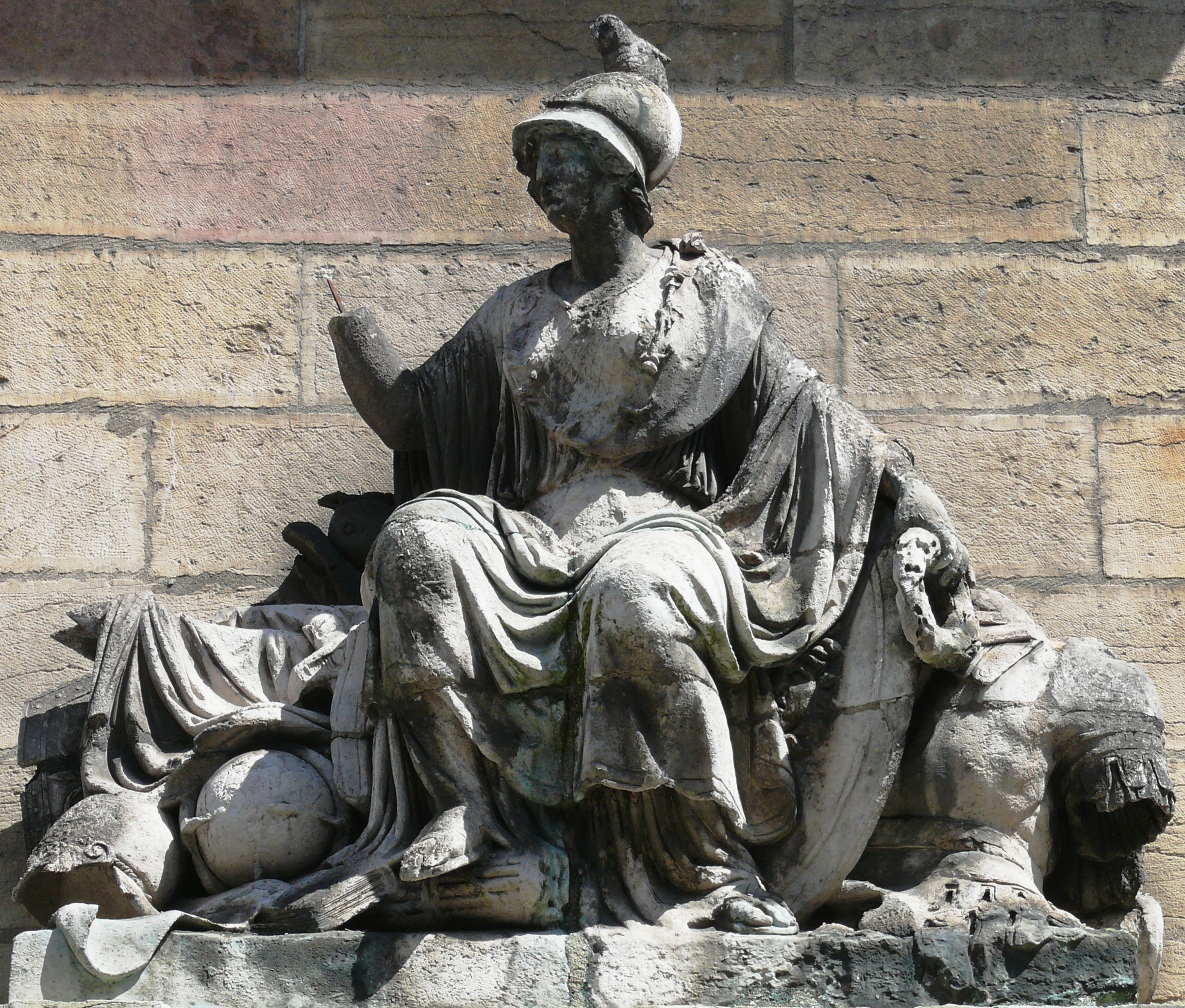
Statue de Minerve.
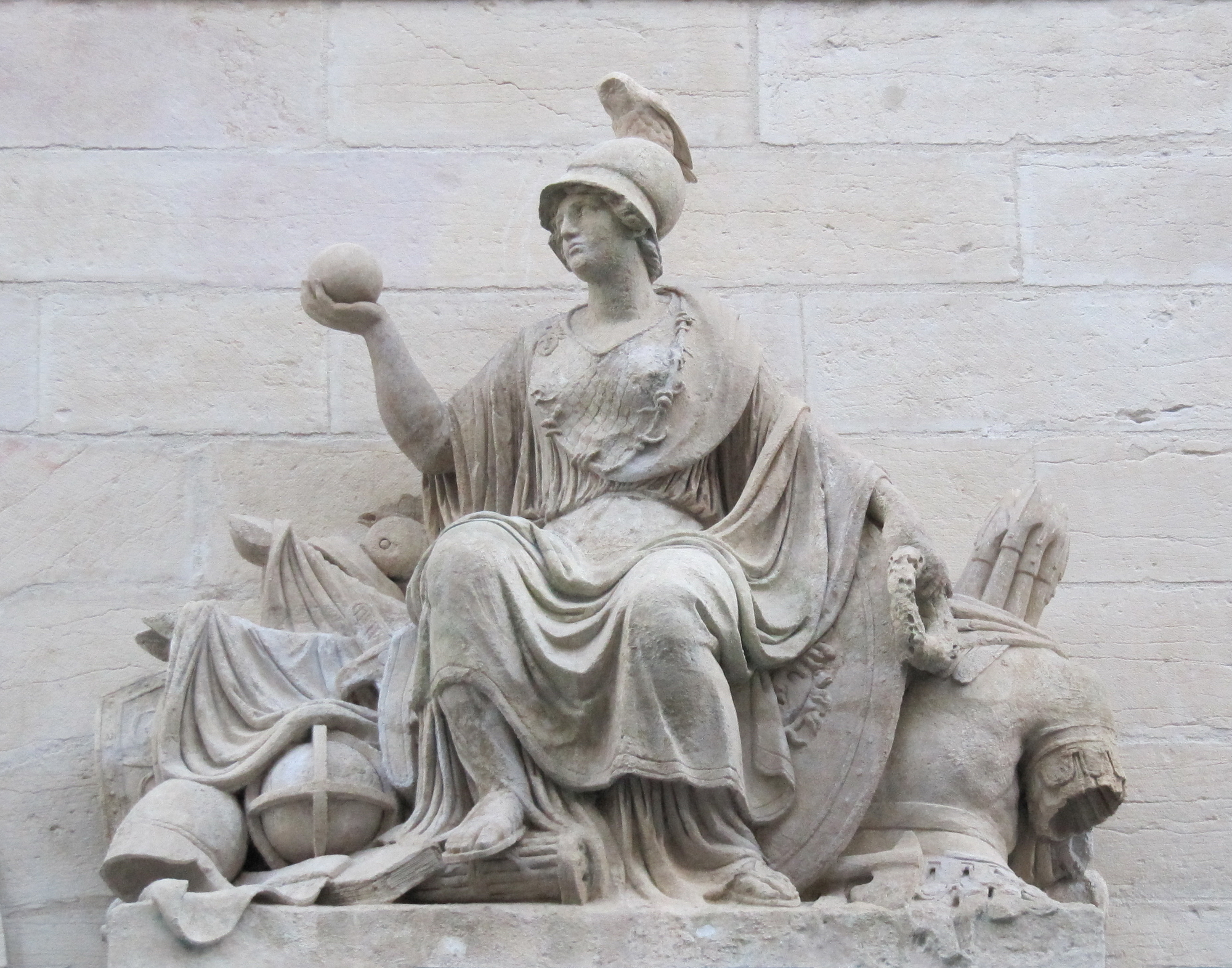
Statue de Minerve, après restauration.
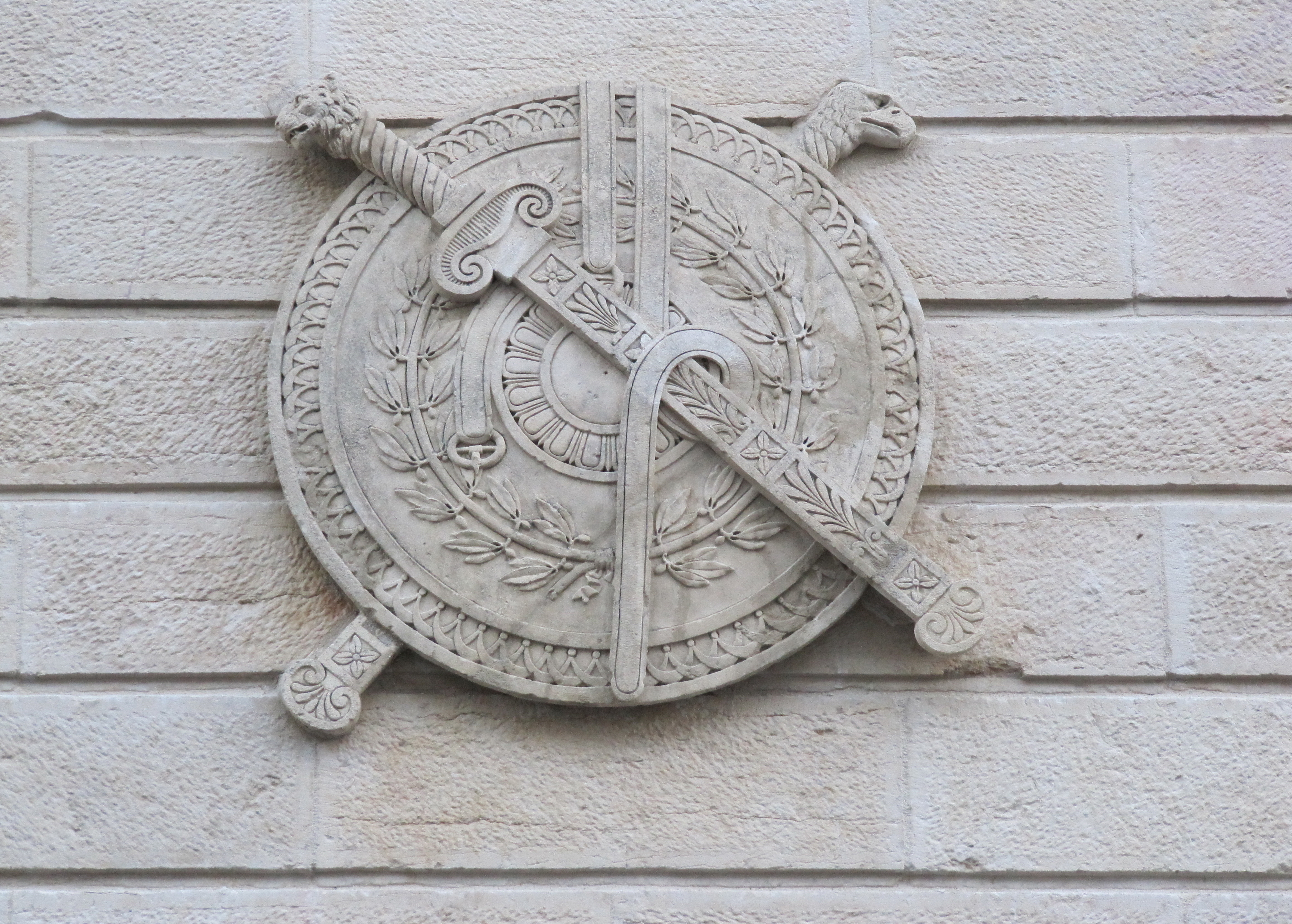
Bouclier circulaire.
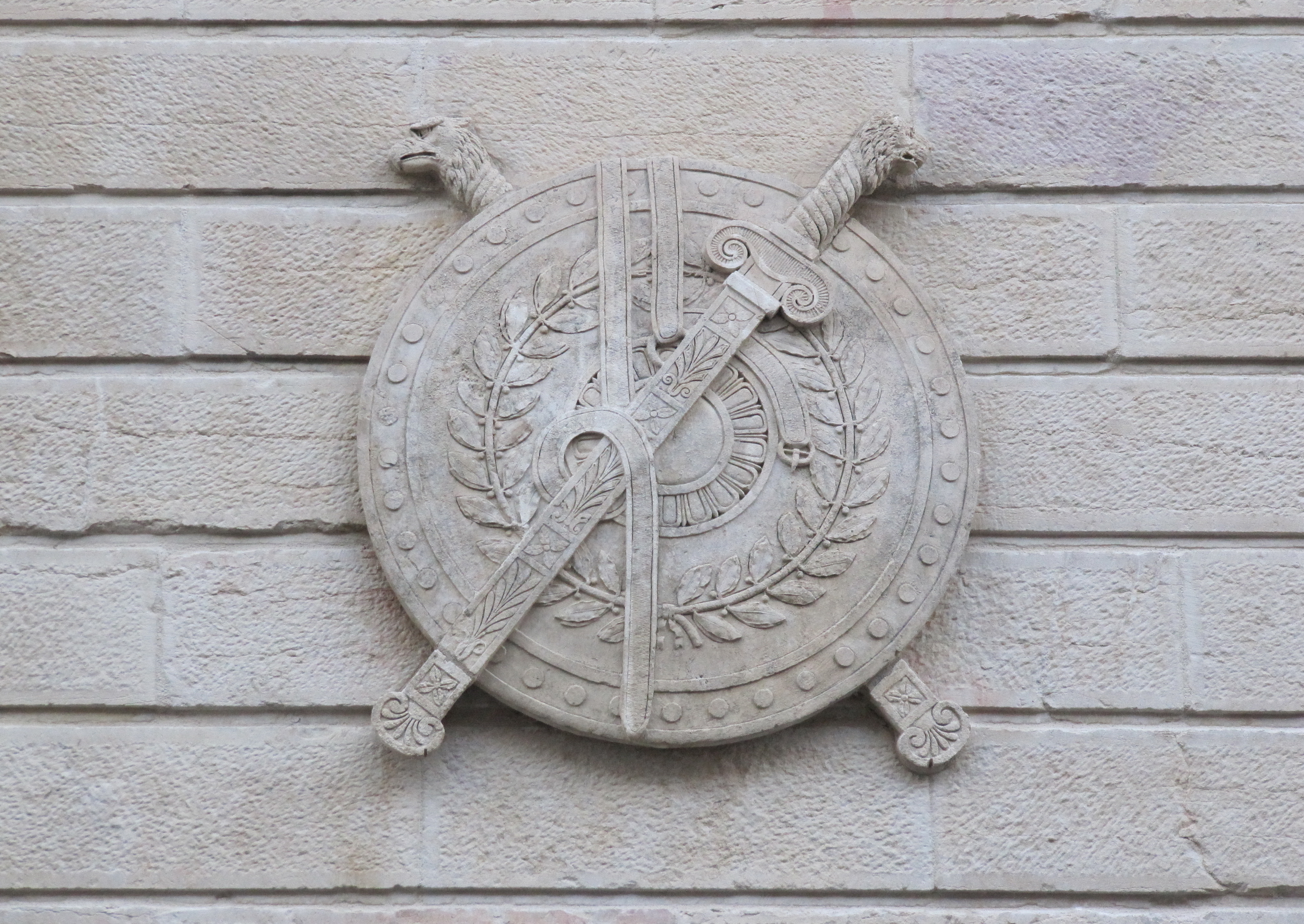
Bouclier circulaire.
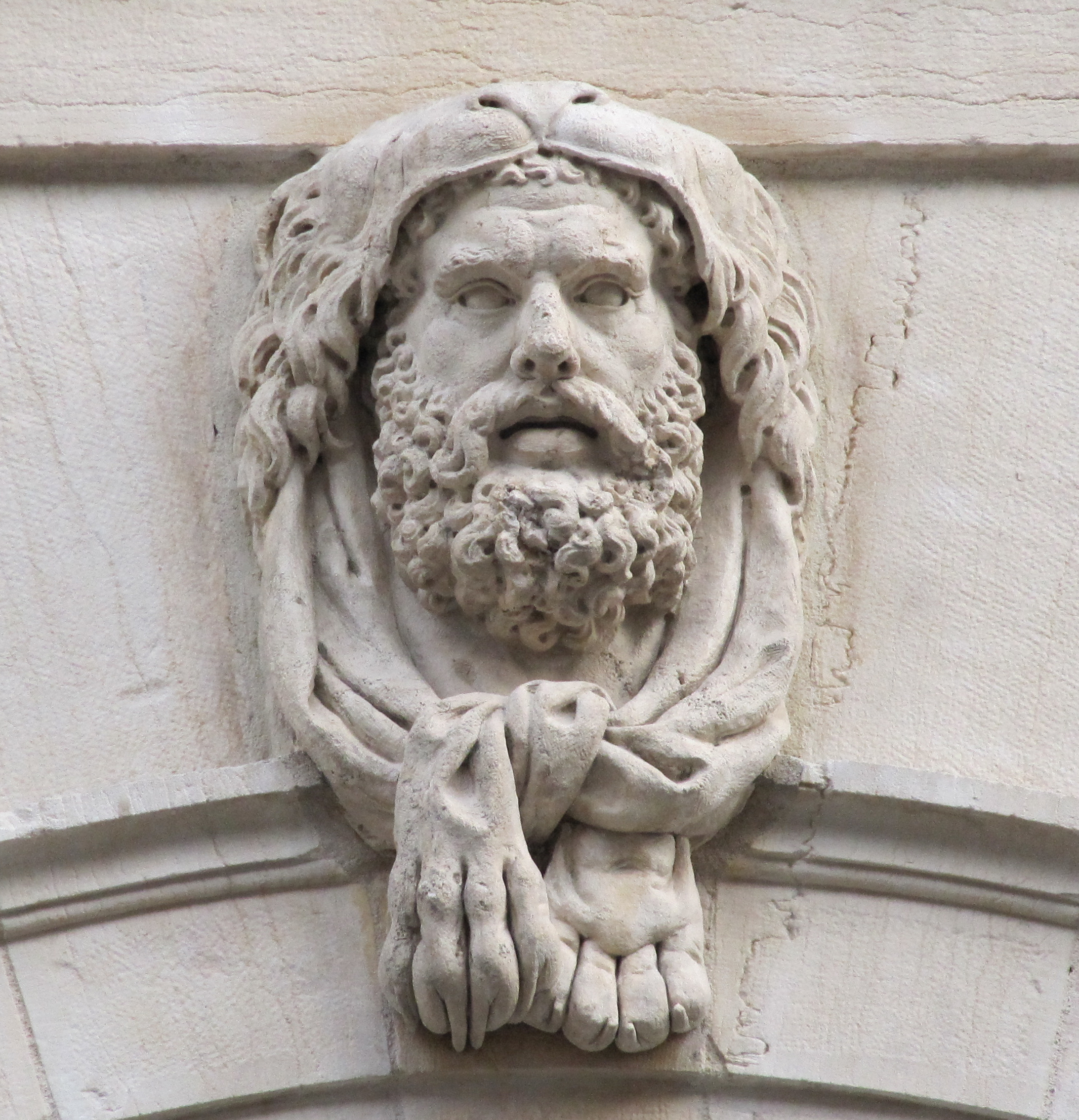
Tête d'Héraclès, portant la dépouille du lion de Némée.
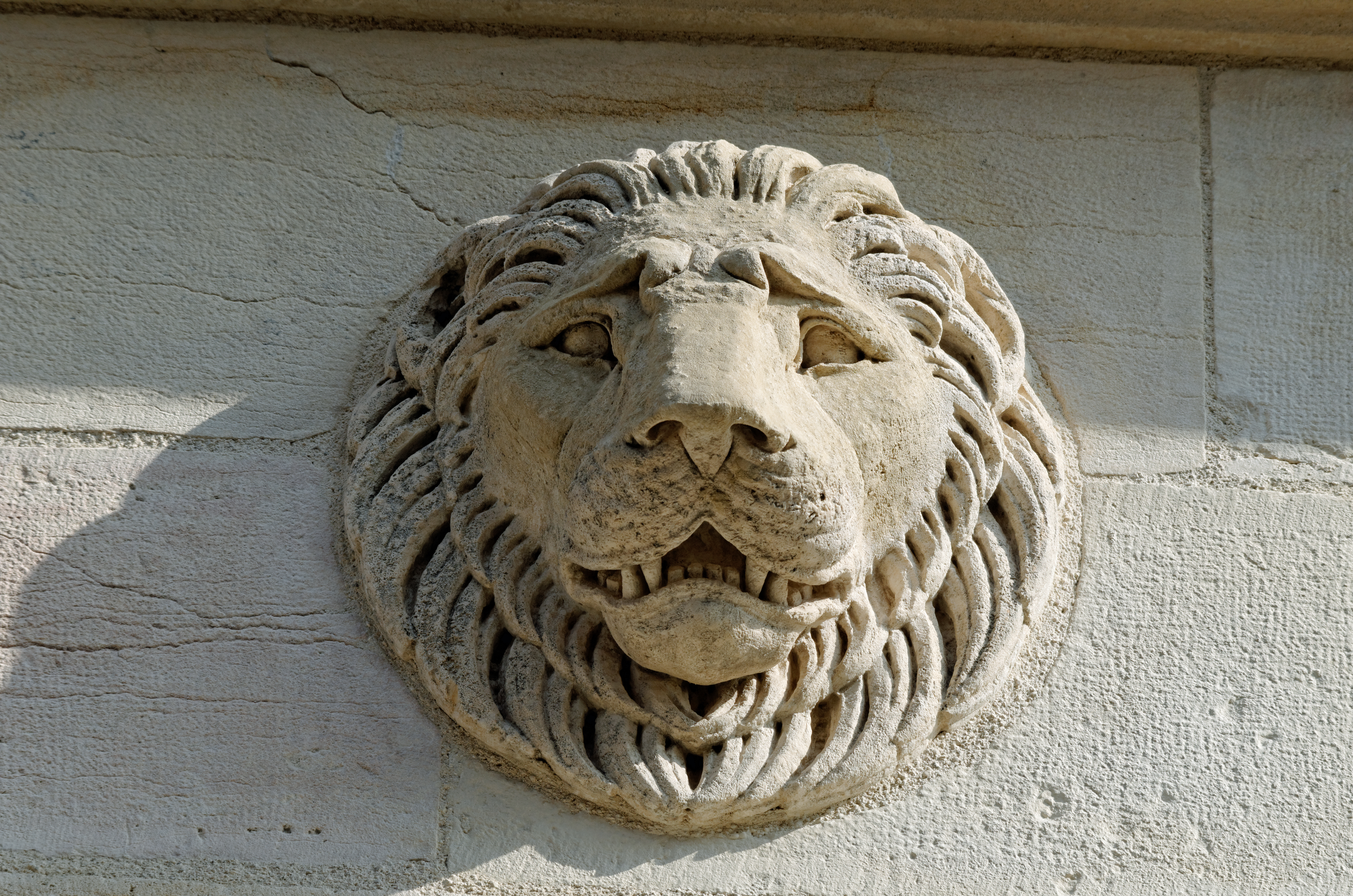
Tête de lion.
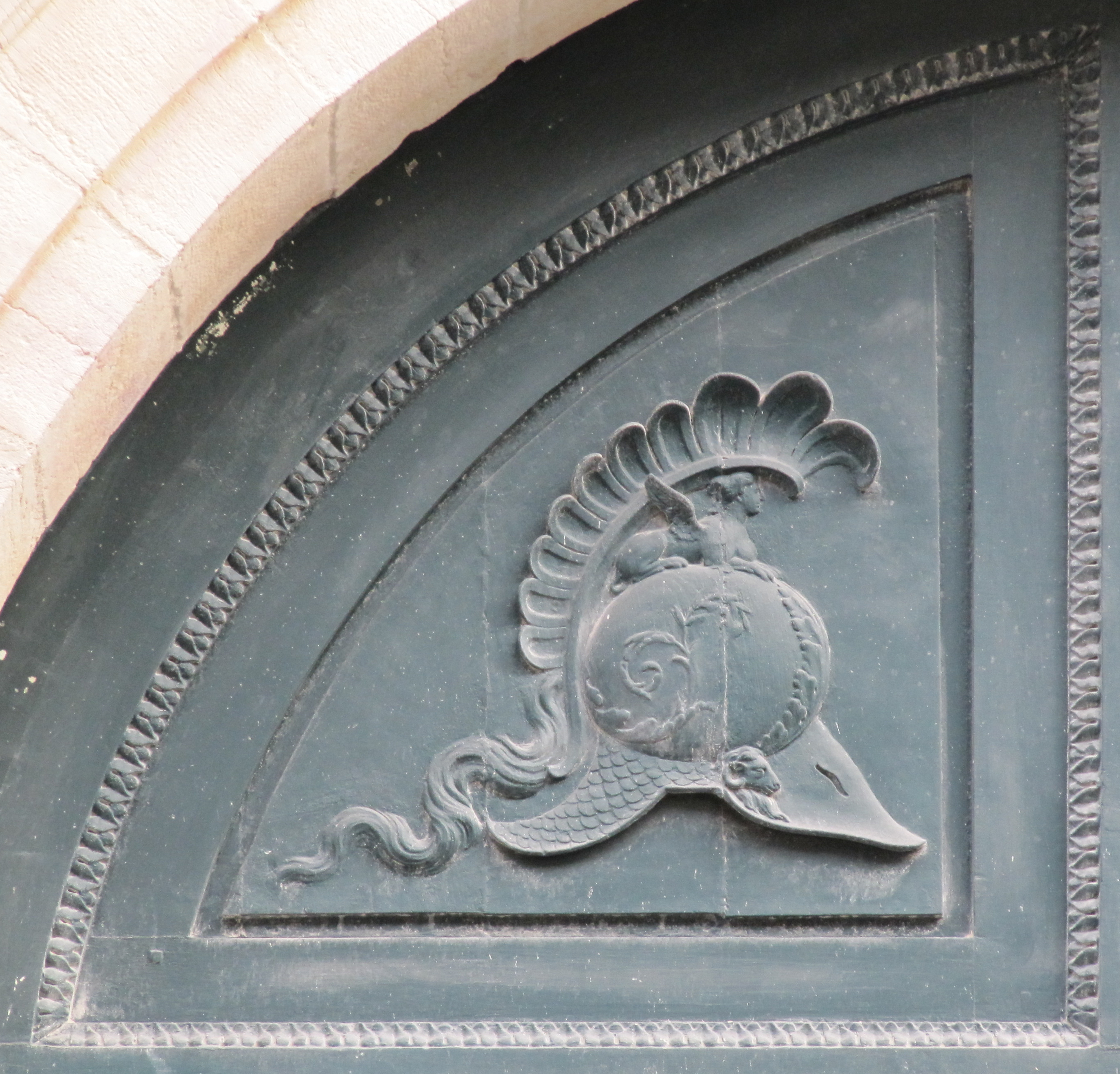
Détail portail.
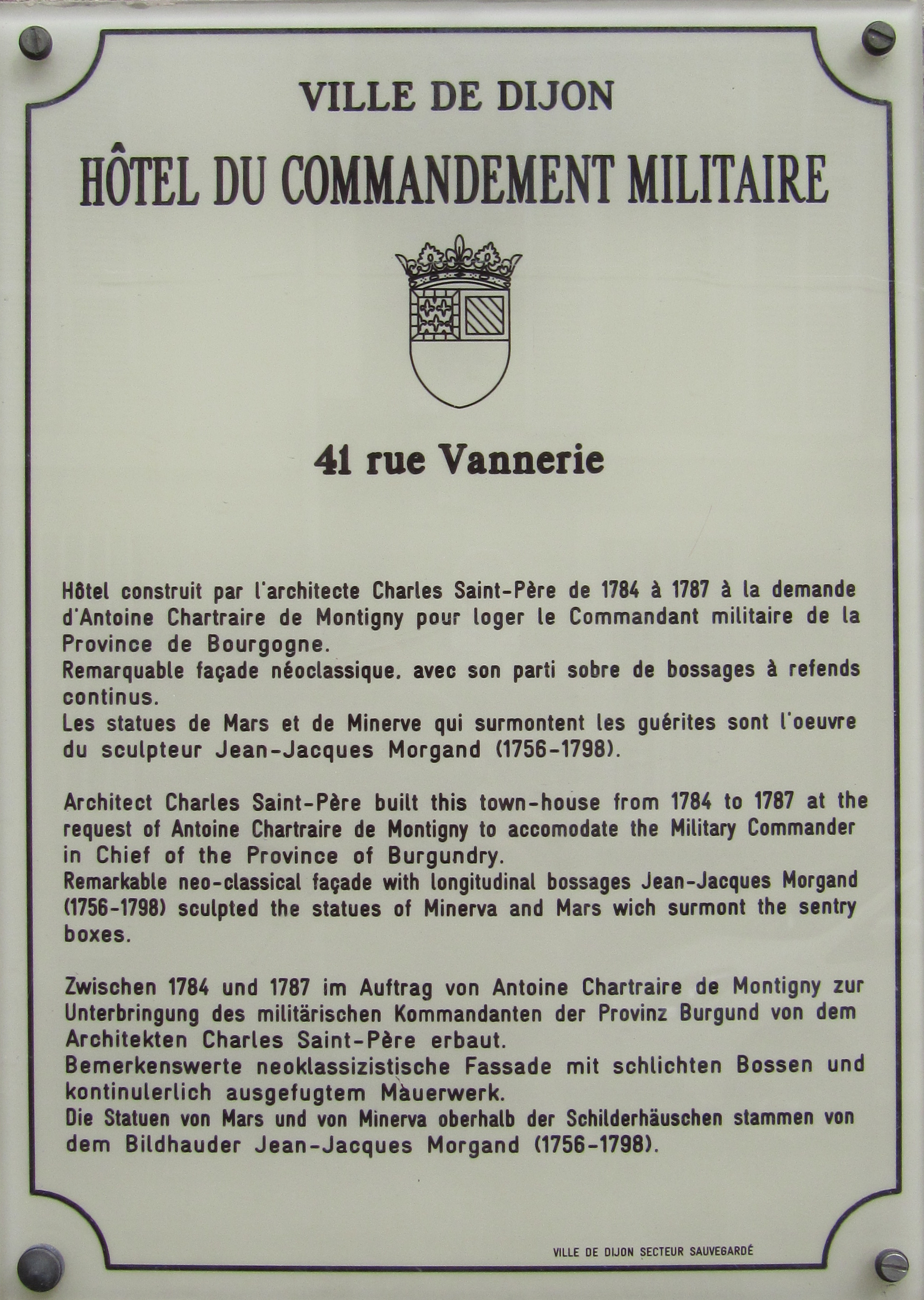
Plaque d'information trilingue (français, anglais, allemand).